# José Ginés

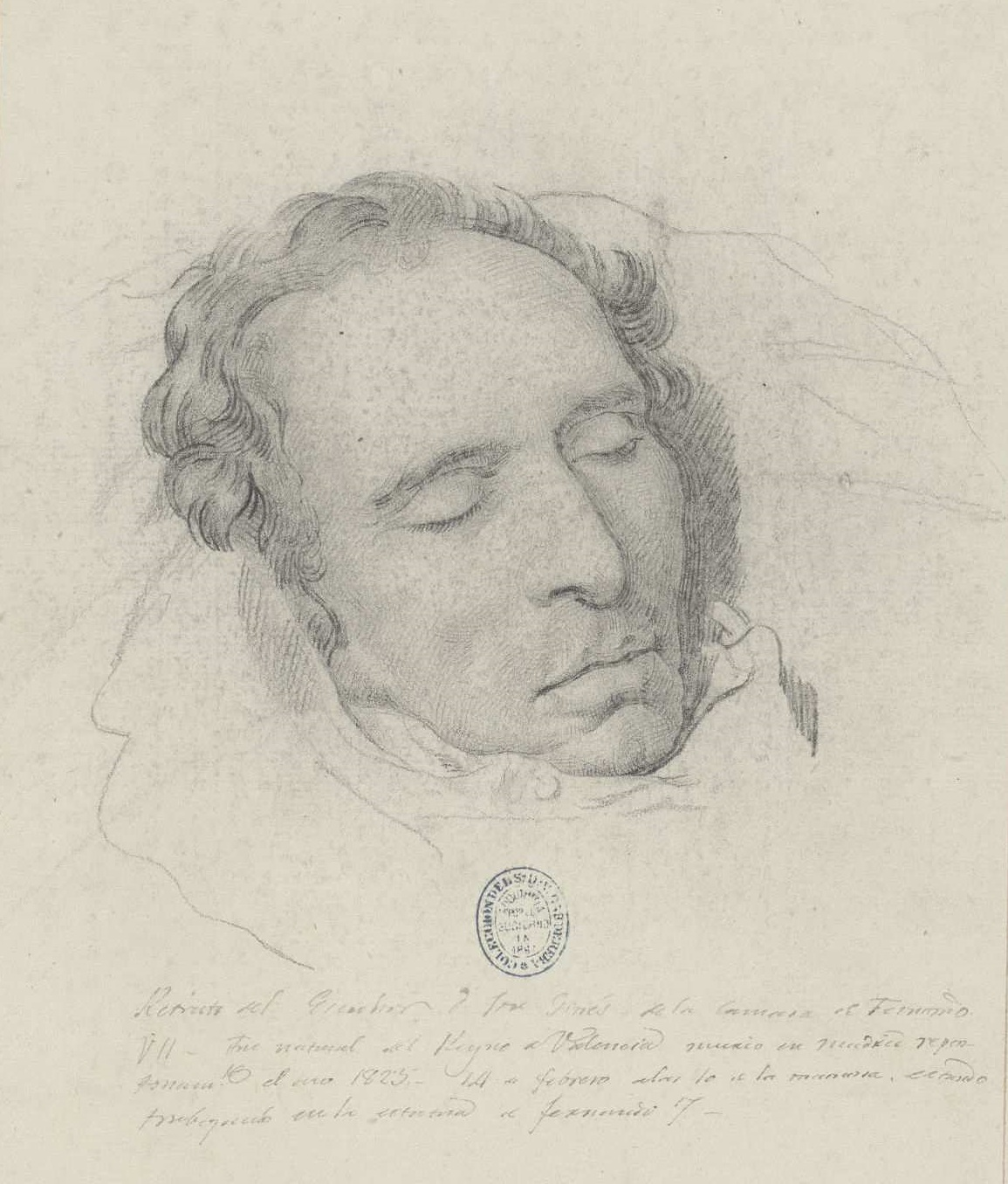
José Ginés, Dibujo a lápiz de Valentín Carderera. Biblioteca Nacional de España. Inscripción manuscrita: «Retrato del Escultor D. Jose Ginés, de la Camara de Fernando / VII. Fue natural del Reyno de Valencia murió en Madrid repen - / tinamen.te el ano 1823. 14 de Febrero a las 10 de la mañana, estando / trabajando en la estatua de Fernando 7».

José Ginés y Marín (Polop, 29 de marzo de 1768 - Madrid, 14 de febrero de 1823) fue un escultor español.

## Biografía
Se comenzó a formar en la escuela de Polop y de la mano de su tío Mossén Ginés, pero pronto pasaría a la Academia de San Carlos en Valencia y posteriormente en la de San Fernando en Madrid. Su obra fue bien valorada y recibió varios premios a lo largo de su carrera. Fue nombrado Escultor de Cámara honorario del rey Carlos IV  en 1794 y 1799 estuquista de cámara (donde comenzó a trabajar realizando estucos para la Casa del Labrador de Aranjuez y el Real Sitio, también en el Palacio Real). En 1816 ascendió Primer escultor de cámara de su sucesor, Fernando VII, a la muerte de Juan Adán. Paralelamente en 1814 ya había sido nombrado académico de mérito en San Fernando donde luego sería teniente director de escultura y director de sección. Fue nombrado director de la Academia junto a Pedro Antonio Hermoso el 6 de noviembre de 1817. 
Sus primeras obras premiadas Apolino (barro cocido) y Convite de Dionisio "El Tirano" a Damocles (relieve en barro cocido) aún se conservan en la Academia.  Falleció repentinamente en 1823 hecho que truncó una carrera excepcional. 
Su versatilidad le permitió afrontar el barroco más absoluto y al mismo tiempo adentrarse en el neoclasicismo, prueba de ello resultan sus encargos más famosos. Entre 1789 y 1794 realizó un enorme ciclo de esculturas en barro cocido y policromado (la Matanza de los inocentes) por encargo del entonces Príncipe de Asturias, don Carlos IV, para complementar el aún hoy conocido Nacimiento o Belén del Príncipe. El conjunto llegó a contar con hasta 5950 figuras, incluida otra serie en la que también participó Ginés, la adoración de los pastores. En todas ellas hizo gala de sus dotes artísticas desafiando las formas del barroco a su máxima expresión; las contorsiones y el color de las figuras son fiel prueba de ello. Para tal encomienda contó con la ayuda de maestros como Francisco Bellver y Llop o José Esteban Bonet. Aquel fastuoso belén fue perdiéndose con el paso del tiempo, entre las particiones hereditarias a la muerte de Carlos IV y el desinterés en que se vio sumida aquella tradición, hasta que en las últimas décadas del siglo XX ha tenido un nuevo resurgir. Las piezas que aún subsisten (alrededor de treinta y dos, algunas con muchas pérdidas) fueron confiscadas junto con todos sus bienes por órdenes del Rey Fernando VII a su hermano el infante don Carlos María Isidro y depositadas en la Real Academia de Bellas Artes de San Fernando donde aún se conservan. 

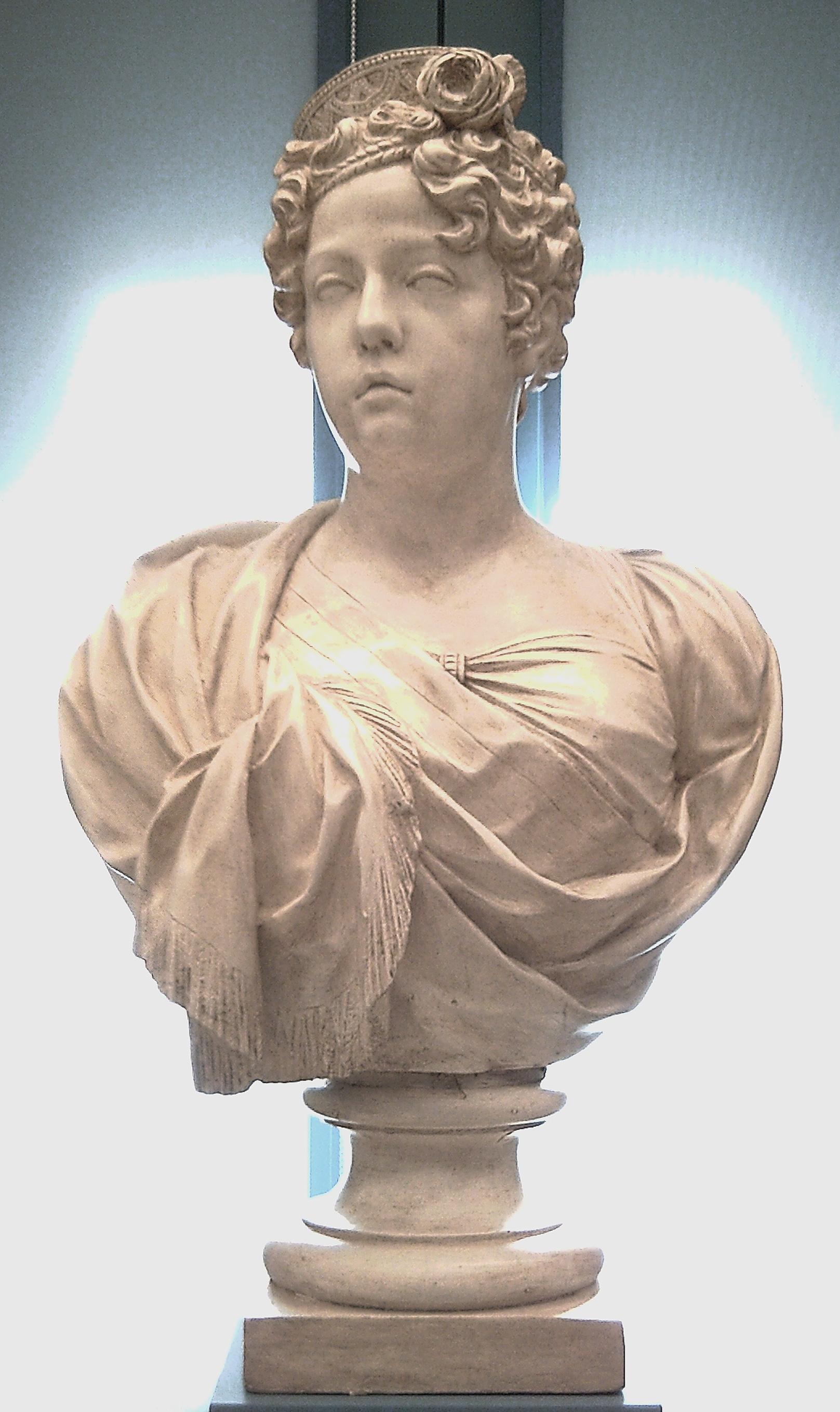
Busto de María Isabel de Braganza, obra de José Ginés (Real Academia de Bellas Artes de San Fernando).

Por su parte el grupo Venus y Cupido que originalmente fue creado para decorar el Casino de la Reina, de donde pasó a las colecciones reales y a las del Museo de Arte Moderno hasta su vinculación definitiva al Museo del Prado, es un mármol de Carrara con vetas del más estricto orden estético neoclásico, toda una hazaña para un escultor que nunca salió de España. La factura clásica es absoluta, puede decirse que la antítesis en todos los sentidos de aquel colorido contorsionado barroco de las figuras de la matanza. Señalan los expertos que debió de tomar como modelo de inspiración además de los vaciados de la Academia, la famosa obra de la Venus de la Alameda de Juan Adán, que era la pieza central del Abejero del Parque de El Capricho de los duques de Osuna y que pertenece a Alicia Koplowitz. La excelencia del conjunto de Ginés es tal que ha sido desde entonces una pieza de referencia en cuanto a la estética del neoclasicismo español. Durante la mayor parte del siglo XX Venus y Cupido permaneció como préstamo del Prado en el Museo San Telmo de San Sebastián, aunque lamentablemente no se encuentra actualmente (2021) expuesta al público.

## Obras
Otras obras a destacar:
- Decoraciones de la Capilla Real del Palacio Real de Madrid (estucos de los cuatro evangelistas).
- Friso, sobrepuertas y mesas en la Casita del Labrador del Palacio Real de Aranjuez.
- Esculturas ornamentales de la Puerta de Toledo. (Cuya estatua principal fuera decapitada en 1998 por un rayo y restaurada posteriormente).[5]
- San Pedro de Alcántara de la parroquia de San Justo de Madrid.
- Busto de Isabel de Braganza, en yeso, conservado en la Real Academia de Bellas Artes de san Fernando.[6]
- Busto de Fernando VII, modelado en yeso en el que Ginés se encontraba trabajando cuando falleció y que terminó su hijo José Ginés Fernández. También en la Academia.[7]
- San Antonio (hoy desaparecido), adornos y altares de estucos de la Ermita de San Antonio de la Florida en Madrid (aunque las impresionantes pinturas de Goya reclaman prácticamente toda la atención del espacio).[1]